# Jasminum azoricum
Jasminum azoricum е вид растение от семейство Маслинови (Oleaceae). Видът е критично застрашен от изчезване.

## Разпространение
Разпространен е в Португалия.